# Cosmisoma seabrai
Cosmisoma seabrai là một loài bọ cánh cứng trong họ Cerambycidae.